# Louie Bickerton
Louie Mildred Bickerton Cozens (Clifton Hill, Victòria, Austràlia, 11 d'agost de 1902 − 6 de juny de 1998) va ser una tennista australiana durant les dècades 1920 i 1930.
En el seu palmarès destaquen quatre títols de Grand Slam, tres en dobles femenins a l'Australian Championships (1927, 1929, 1931) i un més en dobles mixts (!935). També va arribar a disputar-ne una final en la modalitat individual.
L'any 1935 es va casar amb Royston Stuckey Cozens, vidu de la també tennista australiana i gran amiga seva Daphne Akhurst, que havia mort l'any 1933.

## Torneigs de Grand Slam

### Individual: 1 (0−1)
| Resultat  | Núm. | Any  | Campionat                | Oponent        | Marcador      |
| --------- | ---- | ---- | ------------------------ | -------------- | ------------- |
| Finalista | 1.   | 1929 | Australian Championships | Daphne Akhurst | 1−6, 7−5, 2−6 |

### Dobles femenins: 4 (3−1)
| Resultat   | Núm. | Any  | Campionat                    | Parella           | Oponents                              | Marcador      |
| ---------- | ---- | ---- | ---------------------------- | ----------------- | ------------------------------------- | ------------- |
| Guanyadora | 1.   | 1927 | Australian Championships     | Meryl O'Hara Wood | Esna Boyd Sylvia Lance Harper         | 6−3, 6−3      |
| Guanyadora | 2.   | 1929 | Australian Championships (2) | Daphne Akhurst    | Sylvia Lance Harper Meryl O'Hara Wood | 6−2, 3−6, 6−2 |
| Guanyadora | 3.   | 1931 | Australian Championships (3) | Daphne Akhurst    | Nell Lloyd Lorna Utz                  | 6−0, 6−4      |
| Finalista  | 1.   | 1935 | Australian Championships     | Nell Hopman       | Evelyn Dearman Nancy Lyle             | 3−6, 4−6      |

### Dobles mixts: 1 (1−0)
| Resultat   | Núm. | Any  | Campionat                | Parella           | Oponents                 | Marcador      |
| ---------- | ---- | ---- | ------------------------ | ----------------- | ------------------------ | ------------- |
| Guanyadora | 1.   | 1935 | Australian Championships | Christian Boussus | Dorothy Round Fred Perry | 1−6, 6−3, 6−3 |

## Trajectòria

### Individual
| Torneig | 1925 | 1926 | 1927 | 1928 | 1929 | 1930 | 1931 | 1932 | 1933 | 1934 | 1935 | Títols |
| --- | ---- | ---- | ---- | ---- | ---- | ---- | ---- | ---- | ---- | ---- | ---- | ------ |
| Australian Championships                                                                                                   | 2R   | A    | SF   | SF   | F    | SF   | QF   | A    | A    | SF   | QF   | 0 / 8  |
| Internationaux de France                                                                                                   | A    | A    | A    | 3R   | A    | A    | A    | A    | A    | A    | A    | 0 / 1  |
| Wimbledon Championships | A    | A    | A    | 4R   | A    | A    | A    | A    | A    | A    | A    | 0 / 1  |
| US Championships | A    | A    | A    | A    | A    | A    | A    | A    | A    | A    | A    | 0 / 0  |
| Llegenda: G: Guanyador; F: Finalista; SF: Semifinalista; QF: Quarts de final; Q: Qualificació; A: Absent; RR: Round Robin; |      |      |      |      |      |      |      |      |      |      |      |        |

### Dobles femenins
| Torneig | 1925 | 1926 | 1927 | 1928 | 1929 | 1930 | 1931 | 1932 | 1933 | 1934 | 1935 | Títols |
| --- | ---- | ---- | ---- | ---- | ---- | ---- | ---- | ---- | ---- | ---- | ---- | ------ |
| Australian Championships                                                                                                   | QF   | A    | G    | SF   | G    | SF   | G    | A    | A    | SF   | F    | 3 / 8  |
| Internationaux de France                                                                                                   | A    | A    | A    | QF   | A    | A    | A    | A    | A    | A    | A    | 0 / 1  |
| Wimbledon Championships | A    | A    | A    | QF   | A    | A    | A    | A    | A    | A    | A    | 0 / 1  |
| US Championships | A    | A    | A    | A    | A    | A    | A    | A    | A    | A    | A    | 0 / 0  |
| Llegenda: G: Guanyador; F: Finalista; SF: Semifinalista; QF: Quarts de final; Q: Qualificació; A: Absent; RR: Round Robin; |      |      |      |      |      |      |      |      |      |      |      |        |

### Dobles mixts
| Torneig | 1925 | 1926 | 1927 | 1928 | 1929 | 1930 | 1931 | 1932 | 1933 | 1934 | 1935 | Títols |
| --- | ---- | ---- | ---- | ---- | ---- | ---- | ---- | ---- | ---- | ---- | ---- | ------ |
| Australian Championships                                                                                                   | QF   | A    | 2R   | SF   | SF   | SF   | QF   | A    | A    | A    | G    | 1 / 7  |
| Internationaux de France                                                                                                   | A    | A    | A    | 1R   | A    | A    | A    | A    | A    | A    | A    | 0 / 1  |
| Wimbledon Championships | A    | A    | A    | A    | A    | A    | A    | A    | A    | A    | A    | 0 / 0  |
| US Championships | A    | A    | A    | A    | A    | A    | A    | A    | A    | A    | A    | 0 / 0  |
| Llegenda: G: Guanyador; F: Finalista; SF: Semifinalista; QF: Quarts de final; Q: Qualificació; A: Absent; RR: Round Robin; |      |      |      |      |      |      |      |      |      |      |      |        |